# Чеботаевское сельское поселение
Чебота́евское се́льское поселе́ние — муниципальное образование в составе Сурского района Ульяновской области. Административный центр — село Чеботаевка. 

## Население
| 2010 | 2012  | 2013  | 2014  | 2015  | 2016  | 2017  |
| ---- | ----- | ----- | ----- | ----- | ----- | ----- |
| 1212 | ↘1162 | ↘1124 | ↘1086 | ↘1075 | ↘1054 | ↘1022 |
| 2018 | 2019  | 2020  | 2021  |       |       |       |
| ↘990 | ↘962  | ↘948  | ↗964  |       |       |       |

## Состав сельского поселения
В состав поселения входят 9 населённых пунктов: 4 села и 5 деревень.
| № | Населённый пункт | Тип населённого пункта       | Население |
| - | ---------------- | ---------------------------- | --------- |
| 1 | Александрия      | деревня                      | 3         |
| 2 | Архангельское    | село                         | 261       |
| 3 | Атяшкино         | село                         | 76        |
| 4 | Богдановка       | деревня                      | 19        |
| 5 | Колюпановка      | деревня                      | 8         |
| 6 | Неплевка         | деревня                      | 38        |
| 7 | Сычёвка          | деревня                      | 18        |
| 8 | Чеботаевка       | село, административный центр | 496       |
| 9 | Шатрашаны        | село                         | 293       |